# Blepharipa tibialis
Blepharipa tibialis är en tvåvingeart som först beskrevs av Chao 1963.  Blepharipa tibialis ingår i släktet Blepharipa och familjen parasitflugor. Inga underarter finns listade i Catalogue of Life.